# Вьей-Форж (водохранилище)
Вьей-Форж (фр. Lac des Vieilles Forges) — водохранилище в департаменте Арденны региона Гранд-Эст на северо-востоке Франции, созданное на реке Фо. На водохранилище расположена база отдыха.

## История

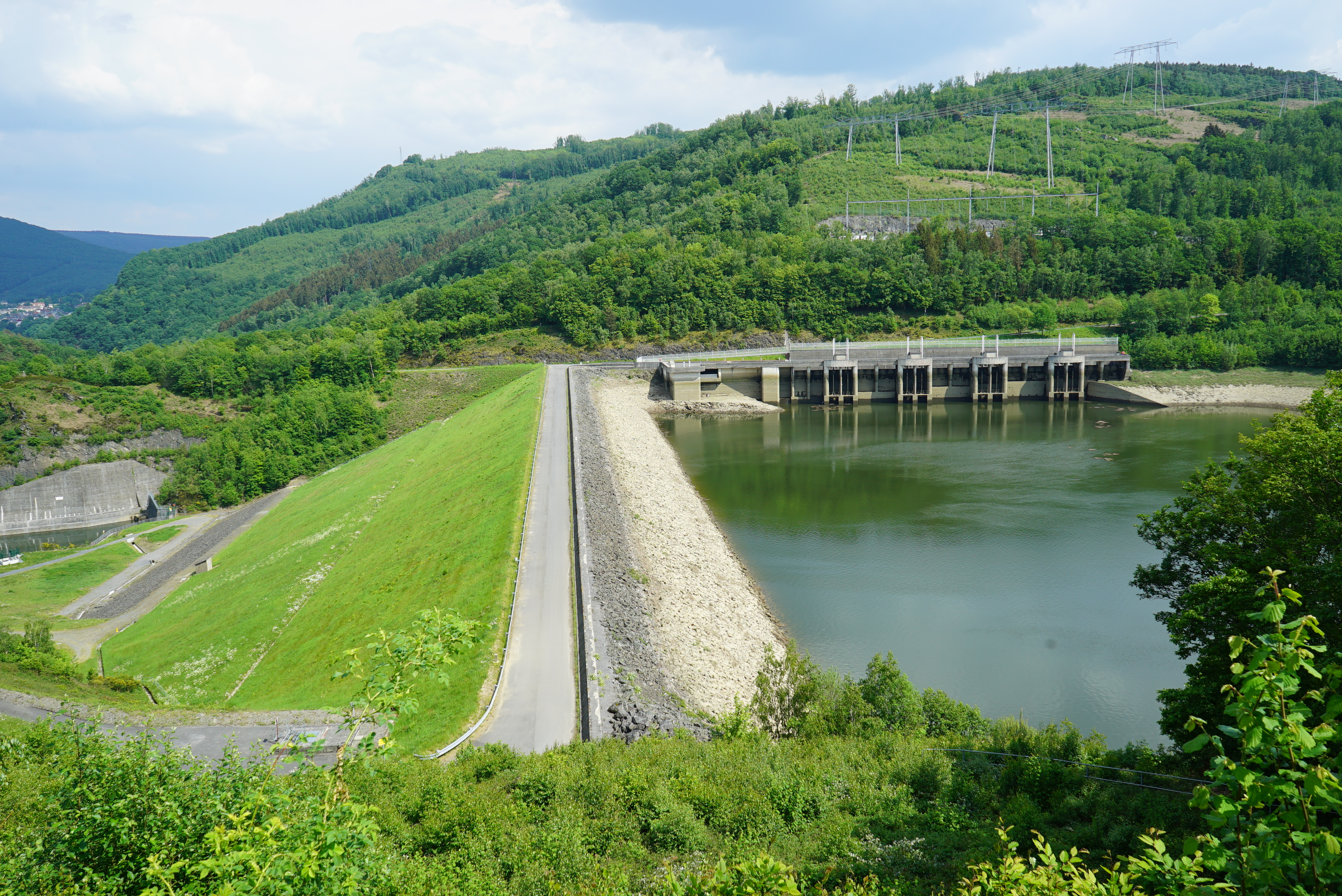
Водохранилища Маркизад и Витакер гидроэлектростанции Сен-Николя в Ревене.

Изначально Вьей-Форж был пруд на русле реки Фо. В 1927 году была построена плотина, образовавшее водохранилище. В 1949 году плотина была увеличена, и Вьей-Форж достиг современного уровня.
Водохранилище служит в основном для подачи воды в нижний бассейн (Витакер) Ревенской гидроэлектростанции Сен-Николя и верхний бассейн (Маркизад) этой электростанции в коммуне Рокруа. Уровень этих двух прудов-водохранилищ регулируется в зависимости от потребности в электричестве. Витакер был местный кузнец, работавший в этих местах в XVI веке и державший одну из мастерских. По его имени дали название нижнему водохранилищу ГЭС.

## Описание
Вьей-Форж окружён лесом, вдоль берега есть тропа. Площадь — около 150 гектаров и имеет почти 12 км береговой линии. Питается многочисленными ручьями (Фо, Пон-Жиль, Фон-де-Фалет, Нуар, Пикард и Приз-Пьер) и источниками (Фонтен-о-Шарм, Фонтен-о-Вив-Рю и др.).
На водохранилище расположены коммуны Арси, Ранве и Ле-Мазюр.

## Флора и фауна
В окрестностях Вьей-Форж встречаются многие редкие виды растений, в том числе несколько горных, редко обнаруживаемых на равнине. Три охраняются на региональном уровне: пушица влагалищная, чистоуст величавый и Oreopteris limbosperma. Семь занесены в красный список исчезающих растений в Шампань-Арденны: сабельник болотный, звездчатка болотная, хвощ лесной, чёрная смородина, плотоядная пузырчатка обыкновенная и два водных рдеста: туполистный и альпийский.
Среди фауны, обитающей в этих местах, надо отметить разнообразие птиц, бабочек и стрекоз с 13 редкими видами, занесенных в красный список насекомых Шампань-Арденны, многие амфибии и рептилии, среди которых альпийский тритон и обыкновенная гадюка.